# 500 Millas de Indianápolis de 2015
El 99.º Indianapolis 500 se desarrolló en el circuito de Indianapolis, Indiana el 24 de mayo de 2015. Fue el evento principal de la temporada 2015 de la Verizon IndyCar Serie. Juan Pablo Montoya ganó su segundo Indianapolis 500, seguido en la llegada por Will Power, Charlie Kimball, Scott Dixon, y Graham Rahal.
Por segundo año consecutivo, las actividades del mes de mayo se abrieron con el Gran Premio de Indianápolis del 7 al 9 de mayo. Los entrenamientos comenzaron el 11 de mayo y las pruebas cronometradas se celebraron los días 16 y 17 de mayo. La lluvia las interrumpió y finalmente se anularon las pruebas cronometradas del 16 de mayo, y todas las calificaciones se celebraron el domingo 17 de mayo.
La 2015 carrera vio el debut de único aerokits de Chevrolet y Honda, respectivamente, equipados para el chasis Dallara DW12 .
Como parte del proyecto ICONIC, los kits aerodinámicos estaban previstos originalmente para 2012, pero una serie de retrasos debidos a problemas de costes aplazaron su homologación e implementación hasta 2015. Durante los entrenamientos, tres pilotos de Chevrolet sufrieron importantes accidentes que provocaron vuelcos. Los accidentes suscitaron preocupaciones de seguridad en el paddock, y los responsables de la serie retrasaron las pruebas cronometradas durante varias horas con el fin de abordar la situación con cambios de reglas y procedimientos, eliminando la calificación de su estatus como evento de pago de puntos.
Durante una sesión de entrenamientos el 18 de mayo, el equipo de seguridad Holmatro de la IndyCar fue elogiado por su esfuerzo por salvar la vida del piloto James Hinchcliffe.  Durante la carrera, Hinchcliffe se vio envuelto en un gran accidente y fue empalado por un miembro de la suspensión. La rápida respuesta de los equipos médicos le salvó probablemente la vida, y nueve días después fue dado de alta en el Hospital Metodista, donde se espera que se recupere por completo. Hinchcliffe pudo conducir el biplaza de la IndyCar en un evento promocional celebrado en agosto en el puente Golden Gate, y luego dio sus primeras vueltas de competición en un evento de karting en el Memorial Dan Wheldon en septiembre.

## Lista de llegada
- El ganador de 1996, Buddy Lazier, declaró su intención de volver en 2015 con su equipo familiar Lazier Partners Racing, pero no se clasificó.[4]
- Jonathan Byrd II alineó un nuevo equipo, Jonathan Byrd's Racing, rindiendo homenaje a su difunto padre Jonathan Byrd, un entusiasta de la Indy 500 que era dueño de una cafetería local y patrocinaba coches conducidos por pilotos como Stan Fox, Arie Luyendyk y Rich Vogler. Su piloto era Bryan Clauson.[5]
- El 3 de noviembre de 2014, se anunció una tercera entrada independiente, con Jay Howard corriendo el #97 para Bryan Herta Autosport. Sin embargo, la financiación de este coche se cayó, y BHA sólo corrió su temporada completa #98 para Gabby Chaves.[6]
- El 2 de abril de 2015, se anunció que Simona de Silvestro haría un intento en la carrera conduciendo el Honda #29 para Andretti Autosport.[7]

## Reglas y cambios de regla
- Cada entrada estuvo dejada 36 conjuntos de neumáticos (Firestone) total, para práctica, contrarrelojes, y para la carrera. Esto es arriba de 33 conjuntos anteriormente. Los neumáticos "rojos" compuestos especiales no es utilizado para acontecimientos ovalados.
  - Las entradas que participan en la prueba abierta del promotor encima mayo 3 recibió cuatro conjuntos adicionales para uso en aquel día sólo.
  - Las entradas que participan en una prueba de novatos, la prueba recibió un conjunto adicional(s) específicamente para utilizar para la prueba respectiva.
- Los motores eran permitted 130 kPa de turbocharger "impulso" durante la prueba abierta del promotor encima mayo 3, y durante práctica de mayo 11-14. Los coches estuvieron dejados 140 kPa de "impulso" en práctica de viernes Rápido, y durante contrarrelojes. El "nivel" de impulso reverted a 130 kPa para Carb día y día de carrera.
  - Nota: el impulso "Aumentado" para contrarrelojes era rescinded por oficiales después de accidentes durante práctica (ve abajo).

## Ceremonias previas de carrera
- El grupo de a capella Straight No Chaser actuó Back Home Again in Indiana durante la previa de carrera. El grupo reemplazó Jim Nabors, quién cantó para el tiempo final en 2014.[8]
- Encima mayo 19, esté anunciado que grabando artista Jordin las chispas actuarán el Himno Nacional[9]
- El cuatro veces ganador Al Unser Sr. fue onrado durante festividades de Día de las Leyendas.[10]

## Programa
Actividades de pista empezaron el domingo mayo 3, con Día De apertura, presentando el debut de ovalado aero cajas. Un lleno-campo prueba abierta y rookie la orientación tuvo lugar en el óvalo de 9:30 a.m. a 5 p.m. Durante la semana, la pista era reconfigured a la configuración de curso de la carretera. Después del Gran Premio estuvo concluido, la pista estuvo cerrada encima Madre Día, diferente 2014. El domingo mayo 10, la pista estuvo convertida atrás a la configuración ovalada, entretanto, los equipos tuvieron el día para convertir los coches de curso de carretera a conjunto ovalado-arriba.
La pista re-abierto en la configuración ovalada que empieza mayo de lunes 11. Una segunda sesión de rookie la orientación estuvo reservada para la pista el lunes (si necesitado), con los veteranos que toman a la pista por la tarde. Práctica encima el martes a través de viernes estuvo aguantado de 12 mediodía a 6 p.m. Para el segundo año en una fila, una sesión de práctica que cualifica correo estuvo agarrado el lunes después de que día de polo. Para el segundo año en una fila, las contrarrelojes estuvieron conducidas con un combinados formato de dos días. Los 33 coches que comprendió el campo estuvo determinado el sábado, mientras el empezando lineup estuvo puesto el domingo.
| Calendario de la Carrera — Abril/Mayo de 2015 | Calendario de la Carrera — Abril/Mayo de 2015 | Calendario de la Carrera — Abril/Mayo de 2015 | Calendario de la Carrera — Abril/Mayo de 2015 | Calendario de la Carrera — Abril/Mayo de 2015 | Calendario de la Carrera — Abril/Mayo de 2015 | Calendario de la Carrera — Abril/Mayo de 2015 |
| Dom                                           | Lun                                           | Mar                                           | Mie                                           | Jue                                           | Vie                                           | Sab                                           |
| --------------------------------------------- | --------------------------------------------- | --------------------------------------------- | --------------------------------------------- | --------------------------------------------- | --------------------------------------------- | --------------------------------------------- |
| 26                                            | 27                                            | 28                                            | 29                                            | 30                                            | 1                                             | 2 Minimaratón del Festival OneAmerica 500     |
| 3 PON/Test de entrenamientos                  | 4                                             | 5                                             | 6 Camino a Indy Test de entrenamientos        | 7 Gran Premio de Indianapolis Practica        | 8 Gran Premio de Indianapolis Clasificación   | 9 Gran Premio de Indianapolis                 |
| 10 Car conversion day                         | 11 PON/Test de entrenamientos                 | 12 Practica                                   | 13 Practica                                   | 14 Practica                                   | 15 Practica Viernes rápido                    | 16 Entrenamientos                             |
| 17 Pole Day                                   | 18 VICS y luces Practica                      | 19                                            | 20 Día de la Comunidad                        | 21 Calificación IL Prueba Briscoe             | 22 Día de carbohidratos Libertad 100          | 23 Día de leyendas Desfile                    |
| 24 500 Millas de Indianapolis                 | 25 Día de la Memoria                          | 26                                            | 27                                            | 28                                            | 29                                            | 30                                            |
| 31                                            |                                               |                                               |                                               |                                               |                                               |                                               |

| \| Color \| Notas \| \| ----------- \| ------------------------------------ \| \| Verde \| Practica \| \| Azul oscuro \| Entrenamientos \| \| Gris \| Día de la carrera \| \| Rojo \| Aplazado* \| \| Blanco \| No hay actividad de trabajo en pista \| * Incluye días donde rastrear la actividad fue significativamente limitada debido a la lluvia |                                      |
| Color | Notas                                |
| Verde | Practica                             |
| Azul oscuro | Entrenamientos                       |
| Gris | Día de la carrera                    |
| Rojo | Aplazado*                            |
| Blanco | No hay actividad de trabajo en pista |

| Color       | Notas                                |
| ----------- | ------------------------------------ |
| Verde       | Practica                             |
| Azul oscuro | Entrenamientos                       |
| Gris        | Día de la carrera                    |
| Rojo        | Aplazado*                            |
| Blanco      | No hay actividad de trabajo en pista |

## Pruebas

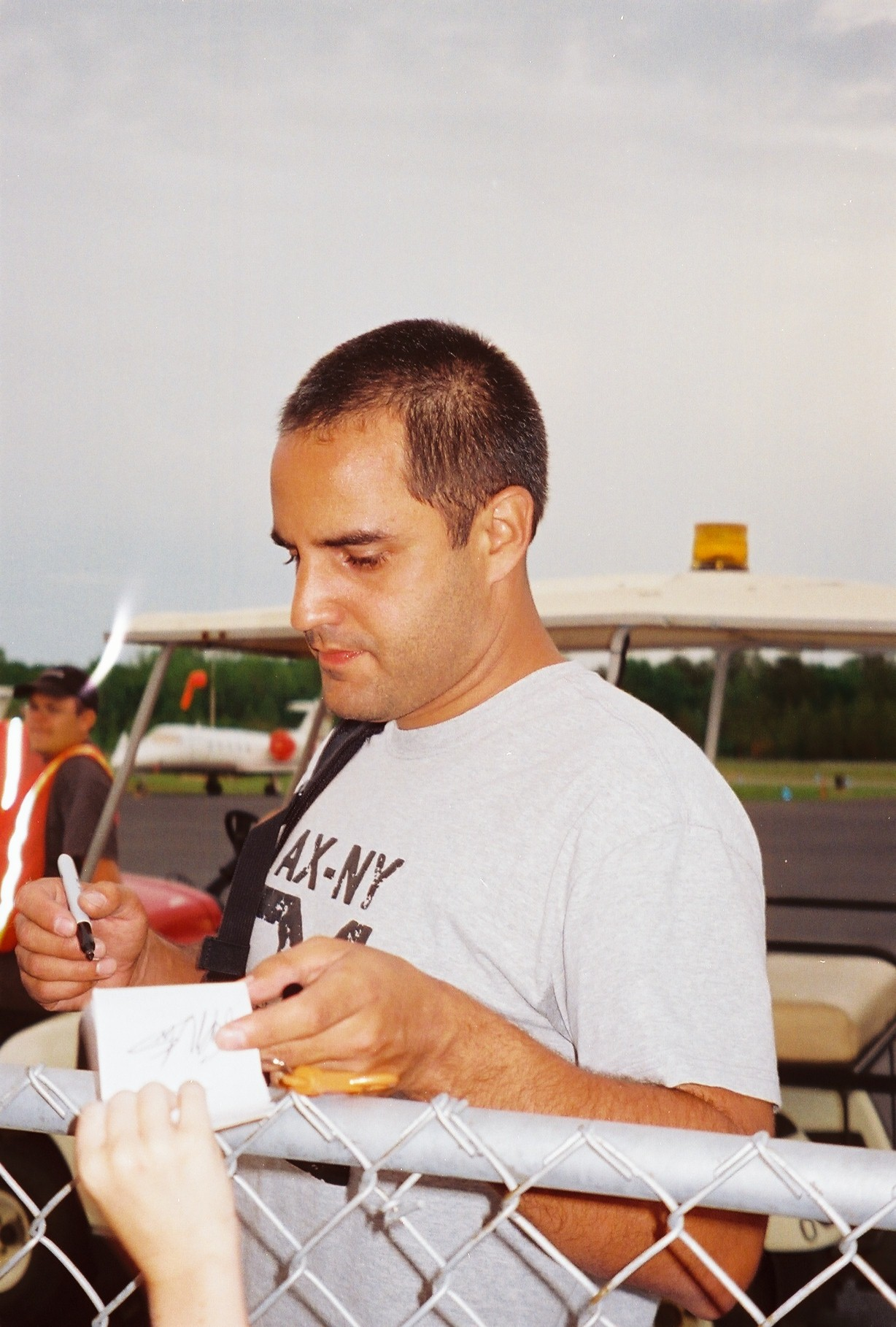
Juan Pablo Montoya giró el regazo más rápido en Día De apertura.

### Pruebas de novatos mayo de domingo 3
La pista estuvo reservada para rookie orientación de 10:45 a.m. a 12 p.m. La prueba de cuarenta vueltas consta de tres fases, demostrando control automovilístico, placement, y un patrón de conducción compatible. Fase uno consta de 10 regazos en 205-210 mph, fase dos consta de 15 regazos en 210-215 mph, y fase tres requiere 15 regazos en encima 215 mph. Serie rookie Gabby Chaves completó todo tres fases, mientras Stefano Coletti era fuera del país y completó la prueba encima mayo 11.
Refresher Las pruebas estuvieron completadas por Bryan Clauson, Simona de Silvestro, Oriol Servià, Pippa Mann, Justin Wilson, James Jakes, Conor Daly y Sage Karam. Davey Hamilton salió de jubilación para conducir el Dreyer & Reinbold Kingdom Racing entrada para sacudir abajo el coche como sustituto para Townsend Campana, quién competía en el IMSA Monterey Deportes Campeonatos Automovilísticos en Laguna Seca.

### La prueba abierta del promotor mayo de domingo 3
El día de apertura presentó un lleno-campo prueba abierta el domingo mayo 3, concentrando en el nuevo ovalado aero cajas. La pista era disponible para conductores veteranos de 9:30 a.m. a 10:45 a.m., entonces para todos los conductores de 1 p.m. a 5 p.m. Un total de 28 coches completó 1,845 regazos sin incidente. Juan Pablo Montoya dirigió el gráfico de velocidad con un regazo superior de 226.772 mph. Un total de 21 conductores superó el regazo más rápido de día de apertura de 2014. Aunque Montoya era el sobre más rápido para el día, Hélio Castroneves según se dice corrió el regazo solo más rápido sin una estopa.
| Velocidades de Práctica superior | Velocidades de Práctica superior | Velocidades de Práctica superior | Velocidades de Práctica superior | Velocidades de Práctica superior | Velocidades de Práctica superior |
| Pos                              | Núm.                             | Conductor                        | Equipo                           | Motor                            | Velocidad                        |
| -------------------------------- | -------------------------------- | -------------------------------- | -------------------------------- | -------------------------------- | -------------------------------- |
| 1                                | 2                                | Juan Pablo Montoya               | Team Penske                      | Chevrolet                        | 226.772                          |
| 2                                | 3                                | Hélio Castroneves                | Team Penske                      | Chevrolet                        | 226.468                          |
| 3                                | 27                               | Marco Andretti                   | Andretti Autosport               | Honda                            | 226.268                          |
| INFORME OFICIAL                  |                                  |                                  |                                  |                                  |                                  |

## Práctica

### Mayo de lunes 11

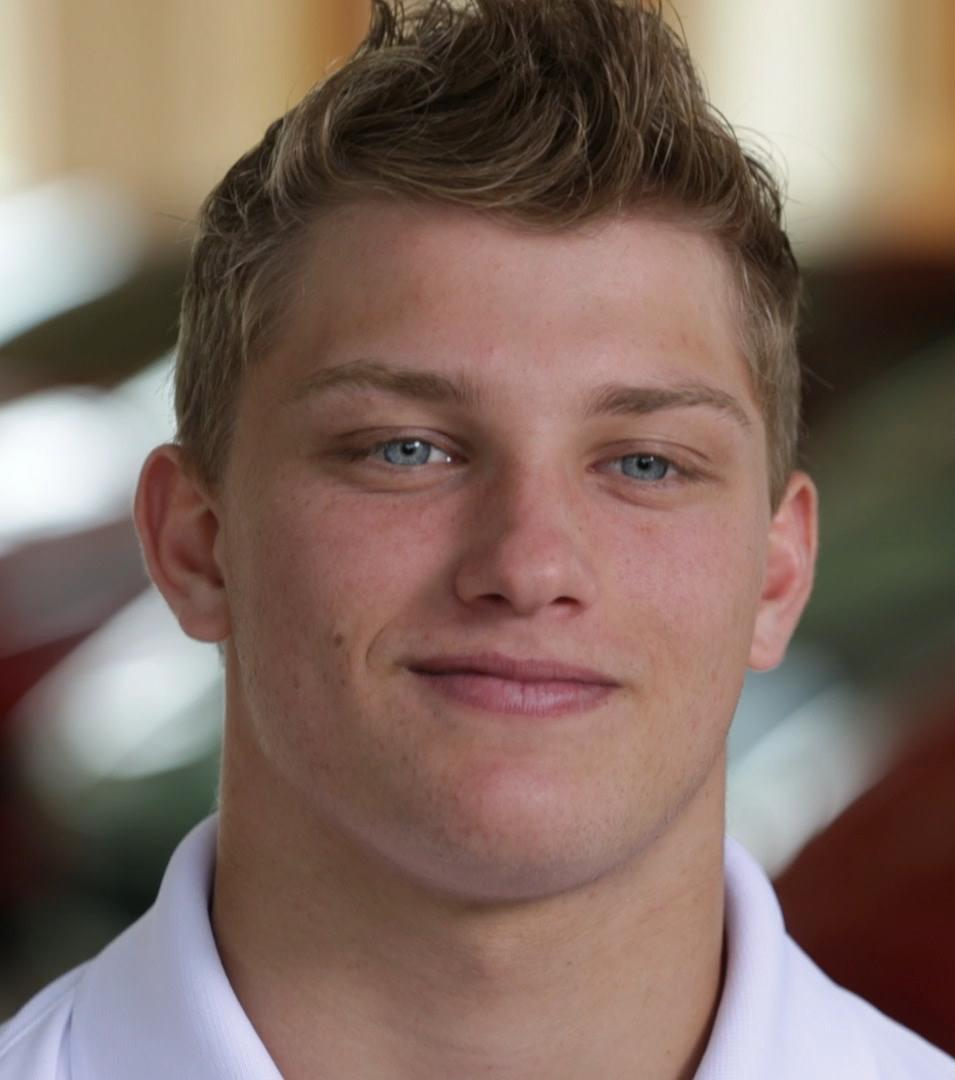
Sage Karam dirigió el gráfico de velocidad el lunes.

El primer día de práctica estuvo planificado para mayo de lunes 11. El día abierto con rookie orientación y refresher pruebas. J. R. Hildebrand Y Townsend Bell dirigió las velocidades tempranas durante el refresher pruebas, mientras Stefano Coletti completó su prueba de novatos. Lluvia pesada actividad de pista parada sobre 1:45 p.m. La pista re-abierto en 4:15 p.m. para práctica de campo lleno. En 4:32 p.m., James Jakes la tripulación padeció un roto inercial starter, el cual en-vuelta, echó debris e hirió un miembro de tripulación. En 6:15 p.m., Stefano Coletti un semitrompo en camino de boxes, pero no hizo contacto. Un total de 30 coches completó 1,094 regazos, con Sage Karam (225.802 mph), el más rápido en general para el día.
| Velocidades de Práctica superior — En general | Velocidades de Práctica superior — En general | Velocidades de Práctica superior — En general | Velocidades de Práctica superior — En general | Velocidades de Práctica superior — En general | Velocidades de Práctica superior — En general |
| Pos                                           | Núm.                                          | Conductor                                     | Equipo                                        | Motor                                         | Velocidad                                     |
| --------------------------------------------- | --------------------------------------------- | --------------------------------------------- | --------------------------------------------- | --------------------------------------------- | --------------------------------------------- |
| 1                                             | 8                                             | Sage Karam                                    | Chip Ganassi Racing                           | Chevrolet                                     | 225.802                                       |
| 2                                             | 9                                             | Scott Dixon                                   | Chip Ganassi Racing                           | Chevrolet                                     | 225.293                                       |
| 3                                             | 10                                            | Tony Kanaan                                   | Chip Ganassi Racing                           | Chevrolet                                     | 225.217                                       |
| INFORME OFICIAL                               |                                               |                                               |                                               |                                               |                                               |

El segundo día de práctica estuvo planificado para mayo 12. En 2:07 p.m., Simona de el coche de Silvestro empezó fumar en la salida de vuelta dos. Abajo el backstretch, un fuego pequeño rompió fuera bajo la cubierta de motor, y de Silvestro paró el automovilístico cercano el abrigar camino al final del backstretch. El automovilístico deprisa devenía engulfed en llamas, y de Silvestro deprisa salió el coche, herido. Esté determinado el fuego estuvo causado por una filtración de combustible en el refueling buckeye. Más tarde en el día en 4:30 p.m., James Jakes el coche vino a una parón en la entrada al área de boxes con fuma verter del motor, y aproximadamente 20 minutos más tarde, Jack Hawksworth estiró a la hierba en vuelta dos con fracaso de freno. La pista cerró cinco minutos temprano en 5:55 p.m. cuándo el motor de Justin Wilson sopló bajar el mainstretch. Hélio Castroneves Puso el regazo rápido del día, ambos global (227.514 mph) y "no-estopa" (225.315 mph). Varios equipos, incluyendo Andretti Autosport, Schmidt Peterson Motorsports, y Team Penske, salió junto en grupos, conduciendo redactando práctica, aparentemente concentrando encima conjunto de día de la carrera-ups.
| Velocidades de Práctica superior | Velocidades de Práctica superior | Velocidades de Práctica superior | Velocidades de Práctica superior | Velocidades de Práctica superior | Velocidades de Práctica superior |
| Pos                              | Núm.                             | Conductor                        | Equipo                           | Motor                            | Velocidad                        |
| -------------------------------- | -------------------------------- | -------------------------------- | -------------------------------- | -------------------------------- | -------------------------------- |
| 1                                | 3                                | Hélio Castroneves                | Team Penske                      | Chevrolet                        | 227.514                          |
| 2                                | 22                               | Simon Pagenaud                   | Team Penske                      | Chevrolet                        | 227.382                          |
| 3                                | 9                                | Scott Dixon                      | Chip Ganassi Racing              | Chevrolet                        | 226.769                          |
| INFORME OFICIAL                  |                                  |                                  |                                  |                                  |                                  |

### Mayo de miércoles 13

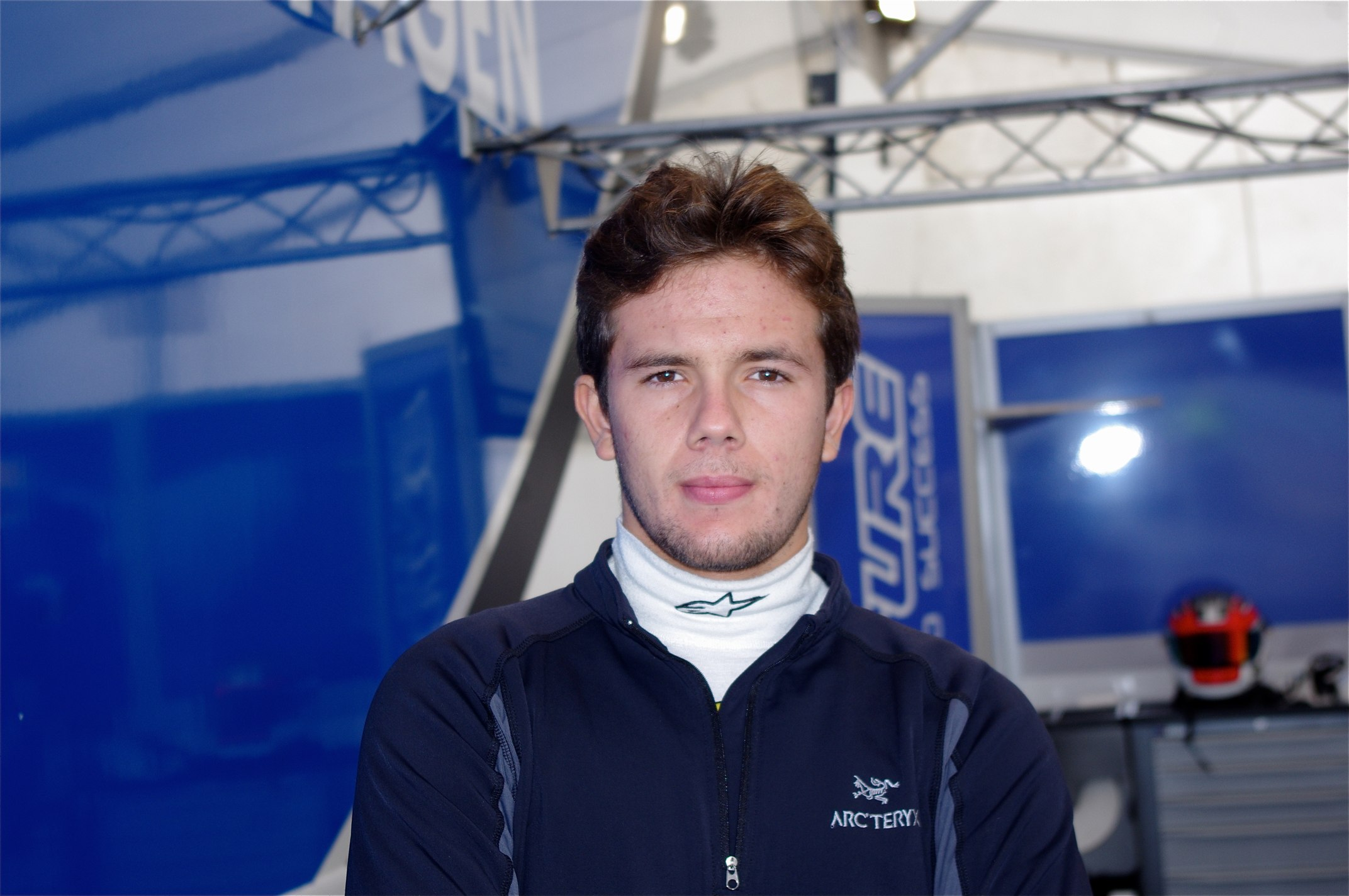
Carlos Muñoz rompió el 230 mph barrera.

Dos solo-incidentes automovilísticos marred el tercer día lleno de práctica. En 12:45 p.m., Hélio Castroneves' el coche dio un paso fuera en girar uno. Él un medio-espín, y pegar el exterior amurallar el del sur corto chute con el lado izquierdo del coche. Corredero atrás, el coche devenía airborne e hizo un dedo, aterrizando íntegro en vuelta dos. Castroneves fuera herido. En la hora final, Pippa Mann fue alto a través de la salida de vuelta cuatro, y girado en el fin del norte del mainstretch. El automovilístico slid y pegar la pared de interior, entonces pegado el attenuator al final de la pared de boxes. El automovilístico apresivamente girado atrás encima al mainstretch, y vino para descansar contra la pared exterior. Mann No fue seriamente hirió.
Actividad de pista estuvo destacada por Carlos Muñoz, quién giró el primer 230 mph regazo del mes. Su regazo de 230.121 vino durante "Hora Feliz" con aproximadamente seis minutos dejaron en el día. Después de la tripulación trabajada durante la tarde para preparar su atrás-arriba de automovilístico, Hélio Castroneves estuvo de vuelta fuera en la pista que gira regazos después de su wreck más tempranos en el día. Scott Dixon (226.411 mph) posted el más rápido "no-regazo" de estopa.
- Tiempo: 64 grados Fahrenheit (18 °C) °F (18 ), soleado y claro

| Velocidades de Práctica superior | Velocidades de Práctica superior | Velocidades de Práctica superior | Velocidades de Práctica superior | Velocidades de Práctica superior | Velocidades de Práctica superior |
| Pos                              | Núm.                             | Conductor                        | Equipo                           | Motor                            | Velocidad                        |
| -------------------------------- | -------------------------------- | -------------------------------- | -------------------------------- | -------------------------------- | -------------------------------- |
| 1                                | 26                               | Carlos Muñoz                     | Andretti Autosport               | Honda                            | 230.121                          |
| 2                                | 24                               | Townsend Bell                    | Dreyer & Reinbold Racing         | Chevrolet                        | 228.969                          |
| 3                                | 10                               | Tony Kanaan                      | Chip Ganassi Racing              | Chevrolet                        | 228.172                          |
| INFORME OFICIAL                  |                                  |                                  |                                  |                                  |                                  |

### Mayo de jueves 14

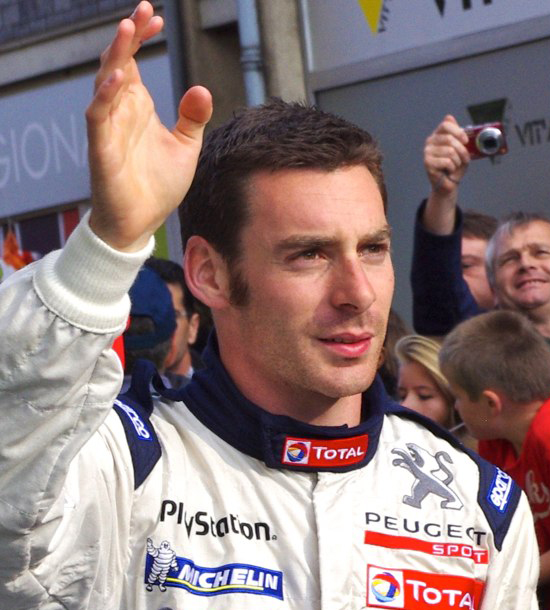
Simon Pagenaud

El segundo accidente importante en girar uno en tan muchos días ocurrieron el jueves. En 5:18 p.m., Josef Newgarden perdió control en girar uno, un espín de tres trimestres, y pegar el exterior amurallar el del sur corto chute con la nariz. El automovilístico flipped encima, y slid a un resto al revés cercano la entrada para girar dos. Newgarden fue herido, y el accidente apareció vastly similar a Hélio Castroneves un día más temprano. Los dos accidentes incitaron oficiales a re-evaluar un opcional Chevrolet aerokit gorra de rueda trasera que había sido instalado en ambos coches.
Simon Pagenaud dirigió el gráfico de velocidad tanto en general (228.793 mph) y en el "no-lista" de estopa (227.628 mph). Por el fin del día jueves, un total de 34 conductor/automovilístico las combinaciones han sido en la pista, incluyendo Buddy Lazier, quién hizo su primer aspecto de pista del mes (bajo INDYCAR reglas, Buddy Lazier programa, un programa de carrera sola, no es permitted en la pista hasta el jueves de la semana). La última hora de la pista sierra actividad pesada, con encima 20 coches en la pista inmediatamente, conduciendo simulacros de carrera y redactando práctica. Tres-pases anchos y agresivos dicing estuvo observado.
Aparte de los asuntos potenciales con respecto al opcionales Chevy gorras de rueda, el Chevy los equipos también eran en la pista jueves sin el chasis wicker factura. Los oficiales informaron los fabricantes que el centerline chasis wicker sería considerado opcional. Chevrolet Los técnicos informaron sus equipos para sacarles, mientras Honda les mantuvo encima. Entretanto, algunos Honda los equipos corrían jueves con un modificado, solo-elemento, configuración de ala trasera.
| Velocidades de Práctica superior | Velocidades de Práctica superior | Velocidades de Práctica superior | Velocidades de Práctica superior | Velocidades de Práctica superior | Velocidades de Práctica superior |
| Pos                              | Núm.                             | Conductor                        | Equipo                           | Motor                            | Velocidad                        |
| -------------------------------- | -------------------------------- | -------------------------------- | -------------------------------- | -------------------------------- | -------------------------------- |
| 1                                | 22                               | Simon Pagenaud                   | Team Penske                      | Chevrolet                        | 228.793                          |
| 2                                | 26                               | Carlos Muñoz                     | Andretti Autosport               | Honda                            | 228.126                          |
| 3                                | 8                                | Sage Karam                       | Chip Ganassi Racing              | Chevrolet                        | 227.683                          |
| INFORME OFICIAL                  |                                  |                                  |                                  |                                  |                                  |

### Mayo de viernes — de viernes rápido 15

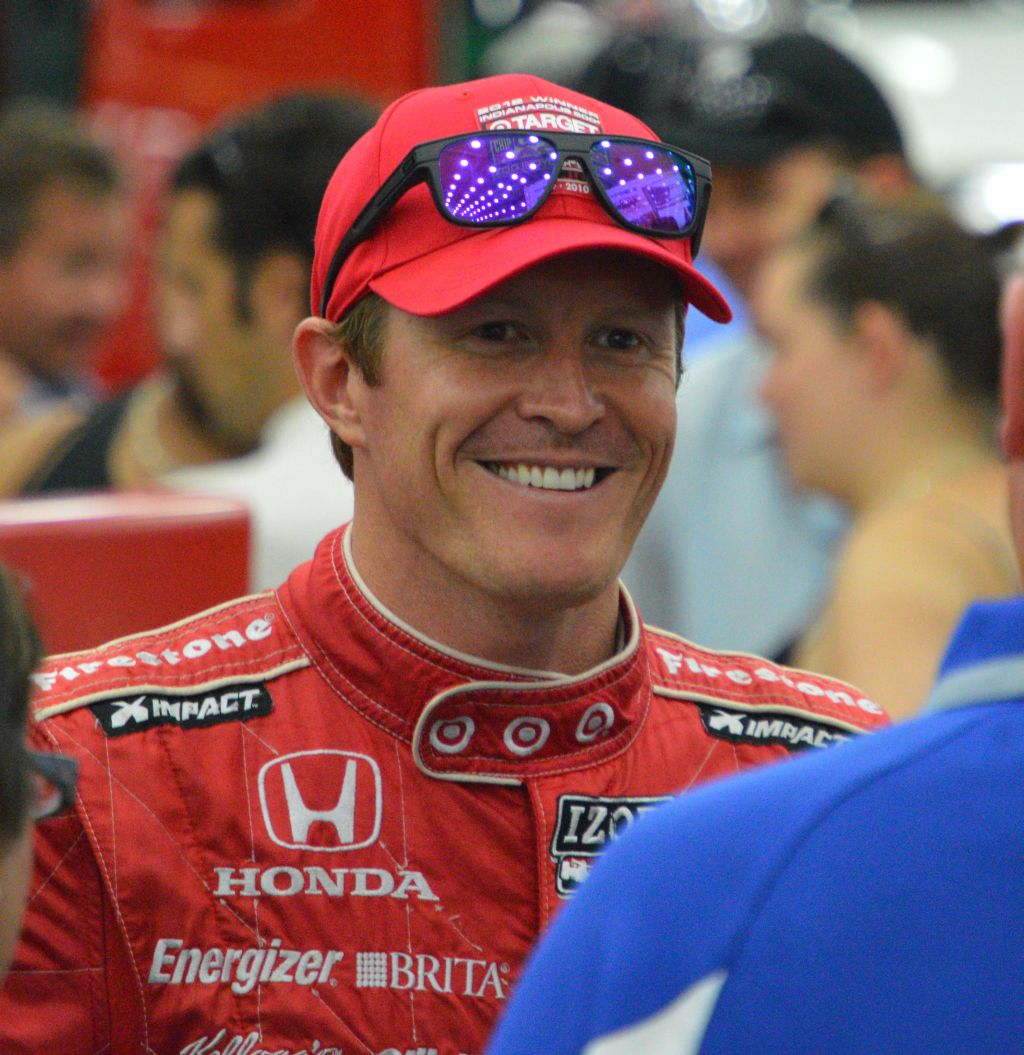
Scott Dixon giró el más rápido "ninguna velocidad" de estopa para la semana.

Simon Pagenaud dirigió el gráfico de velocidad en "viernes Rápido," el día final de práctica antes de cualificaciones. Sea el segundo día en una fila Pagenaud era el conductor superior del día, y sea el regazo más rápido giró así lejos del mes. Condiciones calientes y ventosas mantuvieron las velocidades abajo de esperó. Los equipos eran dejó aumentado turbocharger "impulso" para viernes, y Scott Dixon puso un temprano "ninguna velocidad" de estopa de 230.655 mph durante la primera hora. Ningún incidente estuvo informado, aun así, muchos coches se quedaron de la pista para la mayoría de la tarde. Sólo 1,055 regazos estuvieron completados todo el día, aproximadamente a medias de días anteriores. Un total de 33 fuera de 34 coches completaron al menos uno vuelta encima 225 mph.
| Velocidades de Práctica superior | Velocidades de Práctica superior | Velocidades de Práctica superior | Velocidades de Práctica superior | Velocidades de Práctica superior | Velocidades de Práctica superior |
| Pos                              | Núm.                             | Conductor                        | Equipo                           | Motor                            | Velocidad                        |
| -------------------------------- | -------------------------------- | -------------------------------- | -------------------------------- | -------------------------------- | -------------------------------- |
| 1                                | 22                               | Simon Pagenaud                   | Team Penske                      | Chevrolet                        | 230.698                          |
| 2                                | 9                                | Scott Dixon                      | Chip Ganassi Racing              | Chevrolet                        | 230.655                          |
| 3                                | 10                               | Tony Kanaan                      | Chip Ganassi Racing              | Chevrolet                        | 230.457                          |
| INFORME OFICIAL                  |                                  |                                  |                                  |                                  |                                  |

## Contrarrelojes

### Primer mayo — de sábado del Día 16
El primer día de contrarrelojes estuvo planificado para mayo de sábado 16. Hélio Castroneves (233.474 mph) giró el regazo más rápido durante la sesión de práctica de la mañana, el regazo solo más rápido en la pista desde entonces 1996. Tres coches (Carlos Huertas, Ryan Hunter-Reay, y Scott Dixon) salió a la pista para empezar que cualifica, pero empiece para llover durante Dixon carrera. Dixon Hubo justo completó su primer regazo en 231.357 mph. El resto del día estuvo lavado fuera, y oficiales rescheduled contrarrelojes para domingo. Las tres carreras de sábado estuvieron borradas.
| Sábado, mayo 16, 2015 | Sábado, mayo 16, 2015 | Sábado, mayo 16, 2015 | Sábado, mayo 16, 2015 | Sábado, mayo 16, 2015 | Sábado, mayo 16, 2015 | Sábado, mayo 16, 2015 | Sábado, mayo 16, 2015 |
| Pos.                  | Núm.                  | Conductor             | Equipo                | Motor                 | Velocidad             | Notas                 |                       |
| --------------------- | --------------------- | --------------------- | --------------------- | --------------------- | --------------------- | --------------------- | --------------------- |
| 1                     | 28                    | Ryan Hunter-Reay      | Andretti Autosport    | Honda                 | 229.845               | El intento borró      |                       |
| 2                     | 18                    | Carlos Huertas        | Dale Coyne Racing     | Honda                 | 228.235               | El intento borró      |                       |
| 3                     | 9                     | Scott Dixon           | Chip Ganassi Racing   | Chevrolet             | Incompleto            | El intento borró      |                       |

### Segundo mayo — de domingo del Día 17
El segundo día de contrarrelojes estuvo planificado para mayo de domingo 17. Después del rainout el sábado, originalmente, el programa para domingo era para incluir práctica, primera ronda que cualifica, y el Ayuno anual Nueve Shootout. Aun así, durante la sesión de práctica de la mañana, Ed el carpintero padeció un accidente serio en vuelta dos. El coche un espín medio y pegar la pared exterior en la salida de vuelta dos. Corredero atrás, el automovilístico flipped encima, y slid a una parón al revés. Sea el tercer blowover accidente por un Chevrolet para la semana. Oficiales de serie aplazaron cualificar, y huddled con participantes para dirigir preocupaciones de seguridad. Después de un retraso largo, las reglas eran tweaked para cualificar. Los coches estuvieron requeridos para cualificar en carrera trim, y el aumentado turbocharger "impulso" para cualificar estuvo eliminado. Cada coche conseguiría uno intenta, y el Rápido Nueve Shootout era scrapped. Tiempo permitting, habría una fila final "shootout" entre los cuatro coches más lentos para determinar posiciones 31-33, así como el coche solitario para ser chocado.
Scott Dixon, quién tuvo su intento de sábado interrumpido por lluvia, era el tercer coche fuera para cualificar. Su velocidad de 226.760 mph herida arriba siendo el más rápido del día. Aguante arriba toda tarde, cuando el resto del campo tuvo que cualificar en menos-que-condiciones de pista ideal. El entero cualificando la línea estuvo completada sin incidente.
Debido a la última regla de minuto cambios, puntos de campeonato no fueron otorgados para Indy 500 contrarrelojes resulta tan previstas. Tristan Vautier cualificó el #19 coche en sustitución para James Davison, un pre-arreglo previsto. Davison Corría en el Pirelli acontecimiento de Reto Mundial en Neumático canadiense Motorsport Aparcar el mismo fin de semana. Davison Estuvo puesto para tomar sobre el automovilístico encima día de carrera, y por reglas de series, el coche movería al trasero del campo.
| Domingo, mayo 17, 2015                       | Domingo, mayo 17, 2015                   | Domingo, mayo 17, 2015                   | Domingo, mayo 17, 2015                   | Domingo, mayo 17, 2015                   | Domingo, mayo 17, 2015                   | Domingo, mayo 17, 2015                   | Domingo, mayo 17, 2015                   |                                          |
| Cerrado-En Clasificados: Posiciones 1–30     | Cerrado-En Clasificados: Posiciones 1–30 | Cerrado-En Clasificados: Posiciones 1–30 | Cerrado-En Clasificados: Posiciones 1–30 | Cerrado-En Clasificados: Posiciones 1–30 | Cerrado-En Clasificados: Posiciones 1–30 | Cerrado-En Clasificados: Posiciones 1–30 | Cerrado-En Clasificados: Posiciones 1–30 | Cerrado-En Clasificados: Posiciones 1–30 |
| Pos.                                         | Núm.                                     | Conductor                                | Equipo                                   | Motor                                    | Velocidad                                |                                          |                                          |                                          |
| -------------------------------------------- | ---------------------------------------- | ---------------------------------------- | ---------------------------------------- | ---------------------------------------- | ---------------------------------------- | ---------------------------------------- | ---------------------------------------- | ---------------------------------------- |
| 1                                            | 9                                        | Scott Dixon                              | Chip Ganassi Racing                      | Chevrolet                                | 226.760                                  |                                          |                                          |                                          |
| 2                                            | 1                                        | Will Power                               | Team Penske                              | Chevrolet                                | 226.350                                  |                                          |                                          |                                          |
| 3                                            | 22                                       | Simon Pagenaud                           | Team Penske                              | Chevrolet                                | 226.145                                  |                                          |                                          |                                          |
| 4                                            | 10                                       | Tony Kanaan                              | Chip Ganassi Racing                      | Chevrolet                                | 225.503                                  |                                          |                                          |                                          |
| 5                                            | 3                                        | Hélio Castroneves                        | Team Penske                              | Chevrolet                                | 225.502                                  |                                          |                                          |                                          |
| 6                                            | 25                                       | Justin Wilson                            | Andretti Autosport                       | Honda                                    | 225.279                                  |                                          |                                          |                                          |
| 7                                            | 11                                       | Sébastien Bourdais                       | KV Racing Technology                     | Chevrolet                                | 225.193                                  |                                          |                                          |                                          |
| 8                                            | 27                                       | Marco Andretti                           | Andretti Autosport                       | Honda                                    | 225.189                                  |                                          |                                          |                                          |
| 9                                            | 21                                       | Josef Newgarden                          | CFH Racing                               | Chevrolet                                | 225.187                                  |                                          |                                          |                                          |
| 10                                           | 6                                        | J. R. Hildebrand                         | CFH Racing                               | Chevrolet                                | 225.099                                  |                                          |                                          |                                          |
| 11                                           | 26                                       | Carlos Muñoz                             | Andretti Autosport                       | Honda                                    | 225.042                                  |                                          |                                          |                                          |
| 12                                           | 20                                       | Ed Carpintero                            | CFH Racing                               | Chevrolet                                | 224.883                                  |                                          |                                          |                                          |
| 13                                           | 32                                       | Oriol Servià                             | Rahal Letterman Lanigan Racing           | Honda                                    | 224.777                                  |                                          |                                          |                                          |
| 14                                           | 83                                       | Charlie Kimball                          | Chip Ganassi Racing                      | Chevrolet                                | 224.743                                  |                                          |                                          |                                          |
| 15                                           | 2                                        | Juan Pablo Montoya                       | Team Penske                              | Chevrolet                                | 224.657                                  |                                          |                                          |                                          |
| 16                                           | 28                                       | Ryan Hunter-Reay                         | Andretti Autosport                       | Honda                                    | 224.573                                  |                                          |                                          |                                          |
| 17                                           | 15                                       | Graham Rahal                             | Rahal Letterman Lanigan Racing           | Honda                                    | 224.290                                  |                                          |                                          |                                          |
| 18                                           | 18                                       | Carlos Huertas                           | Dale Coyne Racing                        | Honda                                    | 224.233                                  |                                          |                                          |                                          |
| 19                                           | 29                                       | Simona de Silvestro                      | Andretti Autosport                       | Honda                                    | 223.838                                  |                                          |                                          |                                          |
| 20                                           | 7                                        | James Jakes                              | Schmidt Peterson Motorsports             | Honda                                    | 223.790                                  |                                          |                                          |                                          |
| 21                                           | 19                                       | Tristan Vautier                          | Dale Coyne Racing                        | Honda                                    | 223.747                                  |                                          |                                          |                                          |
| 22                                           | 48                                       | Alex Tagliani                            | A. J. Foyt Enterprises                   | Honda                                    | 223.722                                  |                                          |                                          |                                          |
| 23                                           | 8                                        | Sage Karam                               | Chip Ganassi Racing                      | Chevrolet                                | 223.595                                  |                                          |                                          |                                          |
| 24                                           | 5                                        | James Hinchcliffe                        | Schmidt Peterson Motorsports             | Honda                                    | 223.519                                  |                                          |                                          |                                          |
| 25                                           | 43                                       | Conor Daly                               | Schmidt Peterson Motorsports             | Honda                                    | 223.482                                  |                                          |                                          |                                          |
| 26                                           | 24                                       | Townsend Bell                            | Dreyer & Reinbold Racing                 | Chevrolet                                | 223.447                                  |                                          |                                          |                                          |
| 27                                           | 14                                       | Takuma Sato                              | A. J. Foyt Enterprises                   | Honda                                    | 223.226                                  |                                          |                                          |                                          |
| 28                                           | 63                                       | Pippa Mann                               | Dale Coyne Racing                        | Honda                                    | 223.104                                  |                                          |                                          |                                          |
| 29                                           | 98                                       | Gabby Chaves (R)                         | Bryan Herta Autosport                    | Honda                                    | 222.916                                  |                                          |                                          |                                          |
| 30                                           | 17                                       | Sebastián Saavedra                       | Chip Ganassi Racing                      | Chevrolet                                | 222.898                                  |                                          |                                          |                                          |
| No-Cerrado-En Clasificados: Posiciones 31–33 |                                          |                                          |                                          |                                          |                                          |                                          |                                          |                                          |
| 31                                           | 41                                       | Jack Hawksworth                          | A. J. Foyt Enterprises                   | Honda                                    | 222.787                                  |                                          |                                          |                                          |
| 32                                           | 4                                        | Stefano Coletti (R)                      | KV Racing Technology                     | Chevrolet                                | 221.912                                  |                                          |                                          |                                          |
| 33                                           | 88                                       | Bryan Clauson                            | Jonathan Byrd's Racing                   | Chevrolet                                | 220.523                                  |                                          |                                          |                                          |
| Fallado para cualificar                      |                                          |                                          |                                          |                                          |                                          |                                          |                                          |                                          |
| —                                            | 91                                       | Buddy Lazier (W)                         | Lazier Partners Racing                   | Chevrolet                                | Ningún intento                           |                                          |                                          |                                          |
| INFORME OFICIAL                              |                                          |                                          |                                          |                                          |                                          |                                          |                                          |                                          |

#### Última fila shootout
Cuatro coches participaron en un 45-minuto "shootout" para la final tres posiciones. Jack Hawksworth y sus compañeros en KVSH Stefano Coletti, y Bryan Clauson completó carreras, llenando el campo. Buddy Lazier, quién no fue capaz de hacer un intento durante la primera ronda, era el solo otro automovilístico elegible. Debido a INDYCAR reglas, Lazier había limitado regazos de práctica para el mes, y su primer intento era bien corto en 219.438 mph. El equipo hizo algunos ajustamientos de ala drásticos, y mezclados para conseguir el automovilístico a la línea de cualificar en los minutos finales. Su segundo intento era más rápido, pero quieto tímido de chocar su manera al campo.
| Cerrado-En Clasificados: Posiciones 31–33 | Cerrado-En Clasificados: Posiciones 31–33 | Cerrado-En Clasificados: Posiciones 31–33 | Cerrado-En Clasificados: Posiciones 31–33 | Cerrado-En Clasificados: Posiciones 31–33 | Cerrado-En Clasificados: Posiciones 31–33 | Cerrado-En Clasificados: Posiciones 31–33 | Cerrado-En Clasificados: Posiciones 31–33 | Cerrado-En Clasificados: Posiciones 31–33 |
| Pos.                                      | Núm.                                      | Conductor                                 | Equipo                                    | Motor                                     | Velocidad                                 |                                           |                                           |                                           |
| ----------------------------------------- | ----------------------------------------- | ----------------------------------------- | ----------------------------------------- | ----------------------------------------- | ----------------------------------------- | ----------------------------------------- | ----------------------------------------- | ----------------------------------------- |
| 31                                        | 41                                        | Jack Hawksworth                           | A. J. Foyt Enterprises                    | Honda                                     | 223.738                                   |                                           |                                           |                                           |
| 32                                        | 4                                         | Stefano Coletti (R)                       | KV Racing Technology                      | Chevrolet                                 | 222.001                                   |                                           |                                           |                                           |
| 33                                        | 88                                        | Bryan Clauson                             | Jonathan Byrd's Racing                    | Chevrolet                                 | 221.358                                   |                                           |                                           |                                           |
| Fallado para cualificar                   |                                           |                                           |                                           |                                           |                                           |                                           |                                           |                                           |
| —                                         | 91                                        | Buddy Lazier (W)                          | Lazier Partners Racing                    | Chevrolet                                 | 220.153                                   |                                           |                                           |                                           |

## Práctica que cualifica correo

### Mayo de lunes 18
Una sesión de práctica que cualifica correo estuvo planificado para mayo de lunes 18 de 12:30 p.m. hasta que 4:00 p.m. También encima-la pista era el Indy Luces, saliendo un fin de semana alto-acelerar prueba de compatibilidad ovalada en Chicagoland Speedway. La práctica era marred por un accidente masivo alrededor 12:45 p.m. implicando James Hinchcliffe. Yendo a vuelta tres, Hinchcliffe redactaba detrás Juan Pablo Montoya. De repente el coche padeció un fracaso de suspensión de frente correcto, y el automovilístico veered a la pared exterior. El lado correcto del coche estuvo desintegrado, y el automovilístico slid a través del norte corto chute, tilting arriba encima un lado, y viniendo para descansar en vuelta cuatro. Hinchcliffe Era despierto y alerta, pero estuvo clavado en el cockpit y asistencia necesitada del coche. Uno de las piezas de suspensión había penetrado el cockpit cuba, y pinchó Hinchcliffe muslo, causando profuse hemorragia. Esté tomado a Methodist Hospital para cirugía para sacar el debris de su muslo, y el trabajo de respuesta rápido por IndyCar tripulaciones de seguridad estuvo abonada en probables salvando su vida. La pista estuvo cerrada mientras oficiales de serie hicieron reparaciones a la barrera SAFER, e investigó la causa del accidente. Hasta el tiempo del accidente, Simon Pagenaud (225.260 mph) había girado el regazo más rápido.
El programa para el día era retooled, con Indy práctica de Luces movió arriba, y un segundo IndyCar sesión de práctica planificada para dos horas que empiezan en 4 p.m. Sage Karam (227.831 mph) puso el regazo más rápido de la segunda sesión y en general para el día. El sólo otro incidente del día perteneció a Jack Hawksworth, quién tuvo un fracaso de motor.
| Velocidades de Práctica superior | Velocidades de Práctica superior | Velocidades de Práctica superior | Velocidades de Práctica superior | Velocidades de Práctica superior | Velocidades de Práctica superior |
| Pos                              | Núm.                             | Conductor                        | Equipo                           | Motor                            | Velocidad                        |
| -------------------------------- | -------------------------------- | -------------------------------- | -------------------------------- | -------------------------------- | -------------------------------- |
| 1                                | 8                                | Sage Karam                       | Chip Ganassi Racing              | Chevrolet                        | 227.831                          |
| 2                                | 9                                | Scott Dixon                      | Chip Ganassi Racing              | Chevrolet                        | 226.542                          |
| 3                                | 6                                | J. R. Hildebrand                 | CFH Racing                       | Chevrolet                        | 226.308                          |
| INFORME OFICIAL                  |                                  |                                  |                                  |                                  |                                  |

### Prueba especial - mayo de jueves 21
Con James Hinchcliffe fuera para la estación debido a sus daños, veterano Ryan Briscoe estuvo nombrado como sustitución de conductor en el #5 coche. Briscoe (Un conductor de dedicación exclusiva en 2014) no había conducido cualesquier regazos durante el mes así lejos, y también no había conducido todavía un Indy automovilístico outfitted con el 2015 aero cajas. IndyCar Los oficiales arreglaron un especiales un-hora refresher sesión para Briscoe para lo aclimatar con las especificaciones aerodinámicas nuevas.

### Carb Mayo — de viernes del día 22

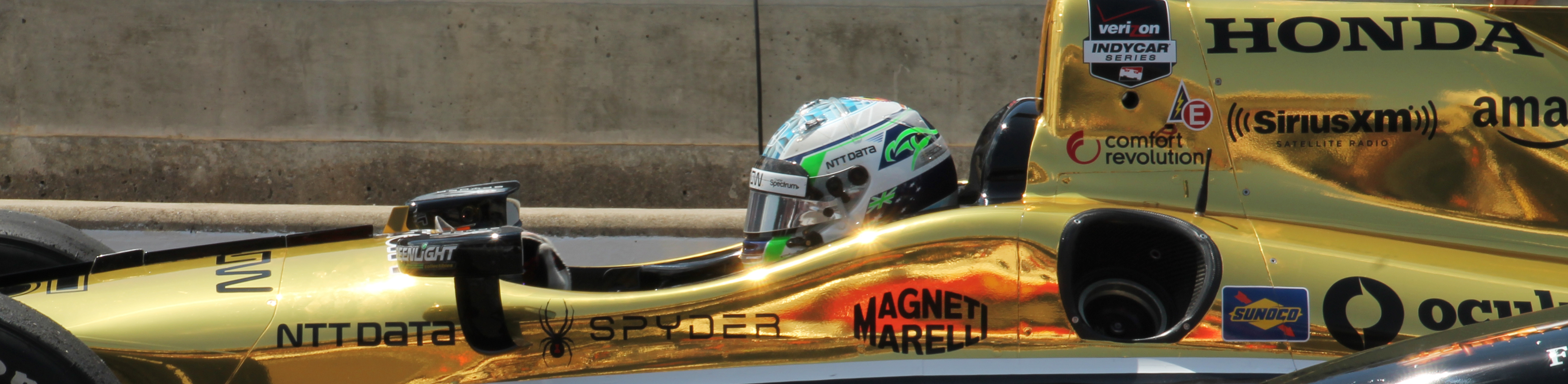
Ryan Briscoe y James Hinchcliffe en el IndyCar Pit Stop Challenge.

Carb El día abierto con noticioso que Carlos Huertas no había sido médicamente aclarado para correr debido a una condición de oreja interior. Tristan Vautier estuvo nombrado para reemplazarle en el número 18 automovilístico y estuvo movido al trasero del campo para la carrera. Vautier Había conducido en una función de sustitución para James Davison durante contrarrelojes, pero estuvo planificado para volar a Silverstone para un endurance carrera. Vautier Era en O'Liebre Aeropuerto Internacional esperando a su avión cuándo consiga una llamada telefónica para regresar a Indianapolis.
El Carb sesión de práctica del Día sierra el poder puesto el regazo más rápido del día con un regazo de 229.020 mph. Ningún incidente importante ocurrió durante esta sesión.
| Velocidades de Práctica superior | Velocidades de Práctica superior | Velocidades de Práctica superior | Velocidades de Práctica superior | Velocidades de Práctica superior | Velocidades de Práctica superior |
| Pos                              | Núm.                             | Conductor                        | Equipo                           | Motor                            | Velocidad                        |
| -------------------------------- | -------------------------------- | -------------------------------- | -------------------------------- | -------------------------------- | -------------------------------- |
| 1                                | 1                                | Will Power                       | Team Penske                      | Chevrolet                        | 229.020                          |
| 2                                | 9                                | Scott Dixon                      | Chip Ganassi Racing              | Chevrolet                        | 228.585                          |
| 3                                | 10                               | Tony Kanaan                      | Chip Ganassi Racing              | Chevrolet                        | 228.490                          |
| INFORME OFICIAL                  |                                  |                                  |                                  |                                  |                                  |

#### IndyCar Pit Stop Challenge
El TAG Heuer IndyCar Pit Stop Challenge estuvo aguantado mayo de viernes 22. Un total de doce equipos/de conductores cualificados. Los equipos de Marco Andretti, Poder, Scott Dixon, y Ryan Briscoe (subbing para James Hinchcliffe), recibió primero-redondo byes, y adelantó directamente al quarterfinals. Penske con conductor Hélio Castroneves, Chip Ganassi Racing (Charlie Kimball) en la ronda final para ganar el torneo anual. Sea Team Penske es 15.º gana en el Pit Stop Challenge, y Castroneves' sexto, ambos registros.

## Grilla de Partida
(R) = Indianapolis 500 rookie; (W) = Anterior Indianapolis 500 ganador
| Fila                                                                        | Interior | Interior             | Medio | Medio                 | Exterior | Exterior               |
| --------------------------------------------------------------------------- | -------- | -------------------- | ----- | --------------------- | -------- | ---------------------- |
| 1                                                                           | 9        | Scott Dixon (W)      | 1     | Will Power            | 22       | Simon Pagenaud         |
| 2                                                                           | 10       | Tony Kanaan (W)      | 3     | Hélio Castroneves (W) | 25       | Justin Wilson          |
| 3                                                                           | 11       | Sebastian Bourdais   | 27    | Marco Andretti        | 21       | Josef Newgarden        |
| 4                                                                           | 6        | J. R. Hildebrand     | 26    | Carlos Muñoz          | 20       | Ed Carpintero          |
| 5                                                                           | 32       | Oriol Servià         | 83    | Charlie Kimball       | 2        | Juan Pablo Montoya (W) |
| 6                                                                           | 28       | Ryan Hunter-Reay (W) | 15    | Graham Rahal          | 29       | Simona de Silvestro    |
| 7                                                                           | 7        | James Jakes          | 48    | Alex Tagliani         | 8        | Sage Karam             |
| 8                                                                           | 43       | Conor Daly           | 24    | Townsend Bell         | 14       | Takuma Sato            |
| 9                                                                           | 63       | Pippa Mann           | 98    | Gabby Chaves (R)      | 17       | Sebastián Saavedra     |
| 10                                                                          | 41       | Jack Hawksworth      | 4     | Stefano Coletti (R)   | 88       | Bryan Clauson          |
| 11                                                                          | 5        | Ryan Briscoe2        | 18    | Tristan Vautier       | 19       | James Davison          |
| Los coches movieron al traseros del campo está ordenado por entrant puntos. |          |                      |       |                       |          |                        |

Cambios que cualifican correo
1 Tristan Vautier cualificó el #19 coche para James Davison, cuando Davison corría en el Pirelli Reto Mundial en Neumático canadiense Motorsport Aparca encima cualificando fin de semana. Por reglas de carrera, el coche, el cual originalmente había cualificado para el 21.º que empieza posición, estuvo movido al trasero del campo.
2 James Hinchcliffe cualificó el original #5 coche en 24.º, pero estuvo herido en el ensuing la sesión de práctica del día. Schmidt Peterson Motorsports Nombró Ryan Briscoe para reemplazar Hinchcliffe. Un coche de copia de seguridad estuvo utilizado, y Briscoe estuvo movido al trasero del campo.
3 Carlos Huertas cualificó el #18 automovilístico pero estuvo diagnosticado con una infección de oreja y no fue médicamente aclarado para correr. Tristan Vautier estuvo nombrado para reemplazar Huertas, y estuvo movido al trasero del campo.

## Carrera
Los cielos claros y las temperaturas tibias estuvieron vistos encima día de carrera. Cuando el campo estiró fuera para regazos de desfile, Alex Tagliani quedó stationary con los asuntos que consiguen el coche a marcha. El problema era finalmente resuelto y Tagliani resumed su sitio en el empezando lineup.
Cuando el campo continuó los regazos de desfile, el fuego entrado en erupción de debajo el coche de Conor Daly. Daly estiró el automovilístico a una parón en el Del norte corto chute, su día estuvo hecho antes de la carrera incluso empezó.

### Primera mitad

#### Inicio
Scott Dixon dirigió el campo a girar uno. Cuando el campo vuelta redondeada un, el primer incidente del día ocurrido cuándo Sage Karam exprimió Takuma Sato a la vuelta 1 pared. Ryan Briscoe también giró probar para evitar el incidente. Karam Era fuera de la carrera, mientras Sato y Briscoe era capaz de afectar reparación y continuar.
Debajo amonestación, detrás del coche de paso, cuando el campo vino alrededor para el retomar encima regazo 7, Simona de Silvestro Juan acabado trasero Pablo Montoya, averiando de Silvestro queda-ala de frente y Montoya correcto-parachoques trasero, el cual detached justo antes de Montoya camino de boxes introducida para reparaciones, causando un periodo de amonestación extendido para aclarar el debris. Después de que dos más retomar intentos, la carrera finalmente fue verde encima regazo 13. La carrera devenía una batalla de tres maneras para la ventaja entre Scott Dixon, Tony Kanaan, y Simon Pagenaud, con el tres intercambio la ventaja regularmente. La primera ronda de parones de boxes de bandera verdes era cycled a través de durante este tiempo, brevemente promoviendo Montoya, quién hubo refueled durante su parón para reparaciones, a la ventaja. Cuándo enfrente, Dixon resumed la ventaja.

#### Segundo trimestre
La segunda amonestación de la carrera vino encima regazo 64, cuándo Bryan Clauson fue a la deriva ancho en vuelta cuatro y pegar la barrera exterior. Durante paradas de boxes de bandera amarillas, Simon Pagenaud era capaz de saltar al frente del Chip Ganassi Racing teammates y tomar la ventaja.
La carrera retomó encima regazo 71, y la batalla entre Pagenaud, Dixon, y Kanaan continuó de donde deje fuera. Otra ronda de parones de boxes de bandera verdes vino, durante qué Hélio Castroneves brevemente heredó la ventaja. Cuándo las parones eran cycled a través de, Pagenaud emergió el dirigente otra vez.

### Segunda mitad

#### Hasta la mitad
La tercera amonestación de la carrera vino encima regazo 113, cuándo Ed Carpintero clipped Oriol Servià y envió ambos al amurallar vuelta un. Durante esta amonestación, un incidente que implica todo tres del Dale Coyne Racing los coches ocurrieron encima camino de boxes. James Davison estuvo liberado tan su teammate Pippa Mann pasaba su parada de boxes. El dos contacto hecho, y Davison slid al automovilístico y tripulación de su otro teammate, Tristan Vautier. Dos miembros de tripulación de Vautier el equipo estuvo pegado, y uno padeció un tobillo roto. Ambos Vautier y Davison se retiró de la carrera debido al incidente.
La carrera retomó encima regazo 122, con el poder que une Pagenaud, Dixon, y Kanaan en la batalla para la ventaja.

#### Cuarto trimestre

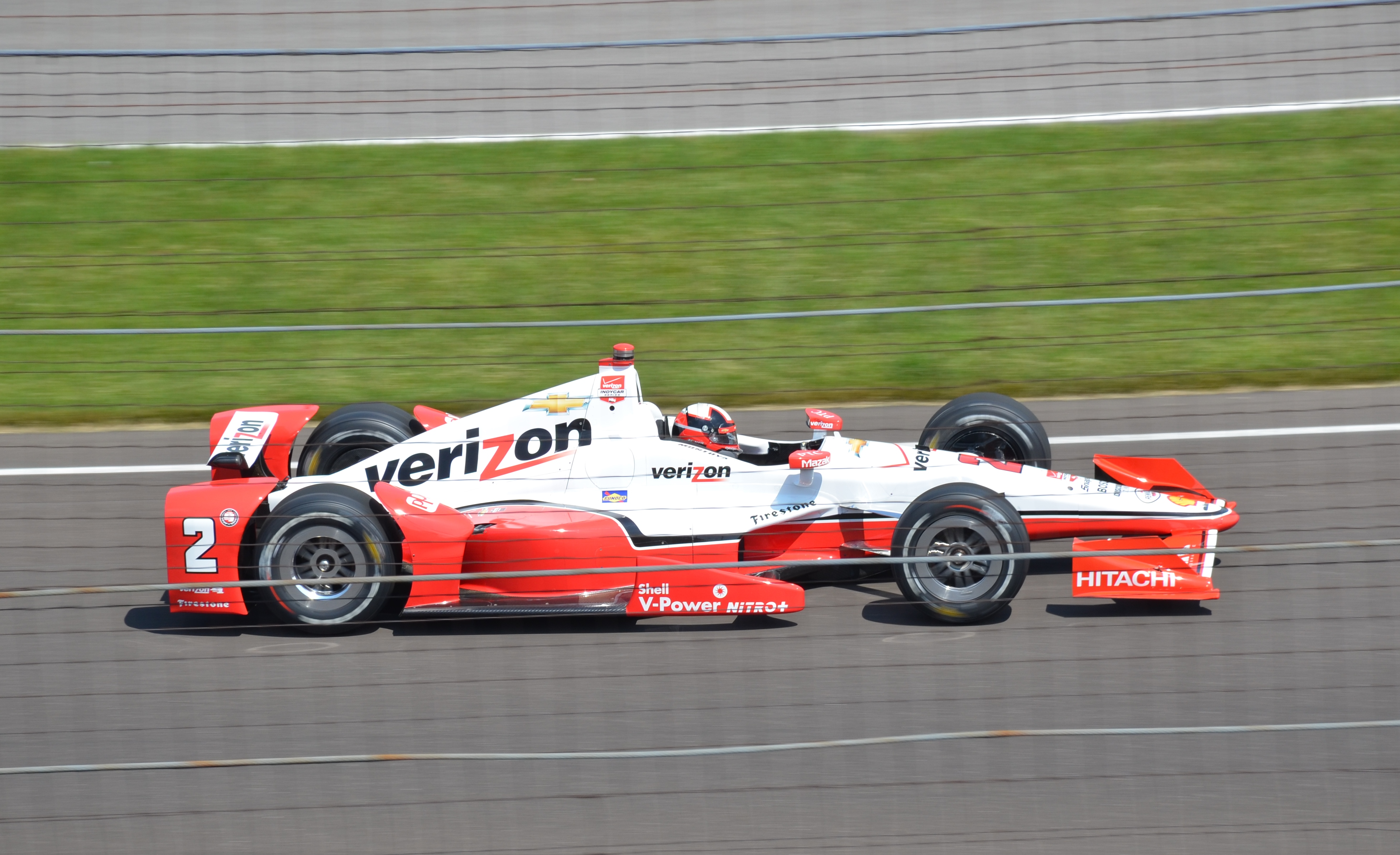
Juan Pablo Montoya

Parones de boxes de bandera verdes otra vez vinieron con aproximadamente 50 regazos dejaron en la carrera. Cuando el ciclo de parón de la boxes conclusión acercada, la cuarta amonestación de la carrera vino encima regazo 153 cuando Tony Kanaan, fresco de un ajustamiento de ala, control perdido de su coche en vuelta tres y chocó. Alex Tagliani brevemente aguantó la ventaja, pero se lo rindió para hacer su parón de boxes.
La carrera retomó encima regazo 160 con Juan Pablo Montoya uniendo la batalla para la ventaja, finalmente habiendo recuperado del percance de carrera temprano. 7 regazos más tarde, la quinta amonestación del día salió para una pieza de debris que había salido del coche de Takuma Sato. Los dirigentes hicieron sus últimas parones de la carrera durante esta amonestación, con el poder que sale delante. Andretti Autosport teammates Justin Wilson y Carlos Muñoz eligieron para quedarse fuera durante esta secuencia, con Muñoz que hereda la ventaja.
La carrera estuvo retomada encima regazo 173, con Wilson y Muñoz deprisa shuffled atrás por coches con neumáticos más frescos. Cuando el campo trabajado alrededor del Andretti Autosport conductores encima regazo 176, Simon Pagenaud clipped el trasero de Justin Wilson, causando daño de ala del frente a Pagenaud automovilístico y causándole para caer rápidamente aunque el campo. Sólo tres vueltas más tarde, un triplie accidente automovilístico ocurrido en vuelta 4 cuándo Jack Hawksworth perdió control de su automovilístico y golpe Sebastián Saavedra de detrás. El coche de Saavedra continuó espalda corredera a través de la pista y al camino de Stefano Coletti, quién cerró de golpe al fin de frente del coche de Saavedra. Saavedra necesitó asistencia en subir de su automovilístico y era más tarde diagnosticado con una Contusión en el pie.
La carrera estuvo retomada encima regazo 184 con Poder delante. Los últimos 13 regazos vieron el intercambio de ventaja entrega cuatro tiempo entre Dixon, Poder y Montoya. Con cuatro regazos que quedan, Montoya resbalón-streamed alrededor del exterior de Poder a girar uno y tomó la ventaja. Con aire limpio, Montoya era capaz a fend fuera Poder para el restante tres regazos y ganar el segundo Indianapolis 500 de su carrera.

## Puntuación de caja
| Pos                | No. | Piloto                 | Equipo                           | Motor     | Vueltas | Tiempo/Retiro | Paradas | Parrilla | Vueltas líder | Puntos |
| ------------------ | --- | ---------------------- | -------------------------------- | --------- | ------- | ------------- | ------- | -------- | ------------- | ------ |
| 1                  | 2   | Juan Pablo Montoya (W) | Team Penske                      | Chevrolet | 200     | 3:05:56.5286  | 9       | 15       | 9             | 101    |
| 2                  | 1   | Will Power             | Team Penske                      | Chevrolet | 200     | +0.1046       | 6       | 2        | 23            | 81     |
| 3                  | 83  | Charlie Kimball        | Chip Ganassi Racing              | Chevrolet | 200     | +0.795        | 6       | 14       | 10            | 71     |
| 4                  | 9   | Scott Dixon (W)        | Chip Ganassi Racing              | Chevrolet | 200     | +1.0292       | 6       | 1        | 84            | 67     |
| 5                  | 15  | Graham Rahal           | Rahal Letterman Lanigan Racing   | Honda     | 200     | +2.3122       | 6       | 17       | 60            |        |
| 6                  | 27  | Marco Andretti         | Andretti Autosport               | Honda     | 200     | +2.5388       | 6       | 8        | 56            |        |
| 7                  | 3   | Hélio Castroneves (W)  | Team Penske                      | Chevrolet | 200     | +2.7821       | 6       | 5        | 2             | 53     |
| 8                  | 6   | J.R. Hildebrand        | CFH Racing                       | Chevrolet | 200     | +3.5631       | 7       | 10       | 48            |        |
| 9                  | 21  | Josef Newgarden        | CFH Racing                       | Chevrolet | 200     | +4.0281       | 6       | 9        | 44            |        |
| 10                 | 22  | Simon Pagenaud         | Team Penske                      | Chevrolet | 200     | +4.2148       | 7       | 3        | 35            | 41     |
| 11                 | 11  | Sébastien Bourdais     | KVSH Racing                      | Chevrolet | 200     | +5.3067       | 6       | 7        | 38            |        |
| 12                 | 5   | Ryan Briscoe           | Schmidt Peterson Motorsports     | Honda     | 200     | +5.6687       | 7       | 31       | 36            |        |
| 13                 | 14  | Takuma Sato            | A. J. Foyt Enterprises           | Honda     | 200     | +6.1678       | 10      | 24       | 34            |        |
| 14                 | 24  | Townsend Bell          | Dreyer & Reinbold Kingdom Racing | Chevrolet | 200     | +8.5005       | 6       | 23       | 32            |        |
| 15                 | 28  | Ryan Hunter-Reay (W)   | Andretti Autosport               | Honda     | 200     | +9.6481       | 6       | 16       | 30            |        |
| 16                 | 98  | Gabby Chaves (R)       | Bryan Herta Autosport            | Honda     | 200     | +10.1016      | 6       | 26       | 28            |        |
| 17                 | 48  | Alex Tagliani          | A. J. Foyt Enterprises           | Honda     | 200     | +11.2151      | 7       | 20       | 2             | 27     |
| 18                 | 7   | James Jakes            | Schmidt Peterson Motorsports     | Honda     | 200     | +12.0431      | 8       | 19       | 24            |        |
| 19                 | 29  | Simona de Silvestro    | Andretti Autosport               | Honda     | 200     | +12.7328      | 8       | 18       | 22            |        |
| 20                 | 26  | Carlos Muñoz           | Andretti Autosport               | Honda     | 200     | +39.8346      | 8       | 11       | 3             | 21     |
| 21                 | 25  | Justin Wilson          | Andretti Autosport               | Honda     | 199     | +1 vuelta     | 8       | 6        | 2             | 19     |
| 22                 | 63  | Pippa Mann             | Dale Coyne Racing                | Honda     | 197     | +3 vueltas    | 11      | 25       | 16            |        |
| 23                 | 17  | Sebastián Saavedra     | Chip Ganassi Racing              | Chevrolet | 175     | Contacto      | 6       | 27       | 14            |        |
| 24                 | 41  | Jack Hawksworth        | A. J. Foyt Enterprises           | Honda     | 175     | Contacto      | 7       | 28       | 12            |        |
| 25                 | 4   | Stefano Coletti (R)    | KVSH Racing                      | Chevrolet | 175     | Contacto      | 7       | 29       | 10            |        |
| 26                 | 10  | Tony Kanaan (W)        | Chip Ganassi Racing              | Chevrolet | 151     | Contacto      | 5       | 4        | 30            | 11     |
| 27                 | 19  | James Davison          | Dale Coyne Racing                | Honda     | 116     | Mecánico      | 3       | 33       | 10            |        |
| 28                 | 18  | Tristan Vautier        | Dale Coyne Racing                | Honda     | 116     | Mecánico      | 3       | 32       | 10            |        |
| 29                 | 32  | Oriol Servià           | Rahal Letterman Lanigan Racing   | Honda     | 112     | Contacto      | 3       | 13       | 10            |        |
| 30                 | 20  | Ed Carpenter           | CFH Racing                       | Chevrolet | 112     | Contacto      | 3       | 12       | 10            |        |
| 31                 | 88  | Bryan Clauson          | Jonathan Byrd's Racing           | Chevrolet | 61      | Contacto      | 2       | 30       | 10            |        |
| 32                 | 8   | Sage Karam             | Chip Ganassi Racing              | Chevrolet | 0       | Contacto      | 0       | 21       | 10            |        |
| 33                 | 43  | Conor Daly             | Schmidt Peterson Motorsports     | Honda     | 0       | Mecánico      | 0       | 22       | 10            |        |
| OFFICIAL BOX SCORE |     |                        |                                  |           |         |               |         |          |               |        |

1 Puntos incluyen puntos de cualificación de Contrarrelojes, punto a favor que dirige un regazo, y 2 puntos a favor la mayoría de regazos dirigieron.

## Retransmisión

### Televisivo
El Gran Premio de Indianápolis y la Indy 500 estuvo retransmitido vivo en los Estados Unidos en ABC. Allen Bestwick era la ancla para el segundo año en una fila. Jon Beekhuis unió la tripulación cuando reportero de boxes.
Las Contrarrelojes eran originalmente planificadas para airear en ABC. Aun así, debido a tiempo, cambios de programa, y ABC compromiso para airear un Juego 7 play off de NBA juego, las pruebas en cambio aireadas en ESPNEWS.
Reporteros de boxes anterior Vince Welch y Jamie Poco departed ESPN/ABC para Deportes de Zorro.
La carrera recibió un 4.3 por la noche valorando, ligado para el más alto desde entonces 2008. El rápido-índice final nacional de 4.3 (6.4 millones de espectadores) era un tres-año alto, y el más alto valorado y más mirado desde entonces 2012.
| ABC Televisión                                                                                    | ABC Televisión                        |
| Cabina                                                                                            | Reporteros de boxes                   |
| ------------------------------------------------------------------------------------------------- | ------------------------------------- |
| Anfitrión: Lindsay Czarniak Anunciador: Allen Bestwick Color: Scott Goodyear Color: Eddie Cheever | Jerry Punch Jon Beekhuis Rick DeBruhl |

En América hispánica, ESPN Latinoamérica mostró la carrera en vivo.

### Radiofónico
La carrera estuvo llevada viva por el Indianapolis Motor Speedway Red Radiofónica, parte de las Partes de Coche Adelantadas IndyCar Red Radiofónica. Paul Página era el jefe announcer, junto con Davey Hamilton cuando experto de conductor. Doug Arroz, la ancla del Rendimiento que Corre Red, el cual distribuye el Brickyard 400 emisión radiofónica producida con el IMS Red Radiofónica, unió la tripulación como reportero de boxes. El arroz actuó "deber doble", trabajando las boxes para el Indy 500, entonces volando a Charlotte Motor Speedway para llamar el Coca-Cola 600. Dave Wilson, quién anteriormente servido como analista de cabina, y más tarde un reportero de área del garaje, regresado a la cabina en 2015 comentario de ofrenda cuando estadístico "de carrera."
Los reporteros de boxes partidos sus deberes con Nick Yeoman y Michael Young que informa del fin del sur del área de boxes. Dave Furst Informó de las boxes de centro, y durante la segunda mitad de la carrera, también informado del área de garaje y centro médico. Kevin Lee informó de las boxes de centro del norte, entonces en las etapas últimas de la carrera, movido hacia el fin del sur para ayudar foco encima algunos de los dirigentes. Doug Arroz era stationed en el fin del norte del área de boxes, pero centró casi la carrera entera en la boxes de ganador de carrera eventual Juan Pablo Montoya. Después de la carrera, Nick Yeoman entrevistó el ganador en camino de victoria.
Después de presentar el tema "de Fuerza de Delta" de firma de Paul Página música en 2014, el tradicional "La 500" canción era reprised para 2015. Entre los huéspedes entrevistaron en la cabina era Peniques de Mike del Gobernador . Huéspedes de patrocinador Dan incluido Ammann (GM), Jim Doyle (Panasonic), Dale Herrigle (Firestone), y James Verrier (BorgWarner). La emisión originada del "Firestone Cabina de Emisión" dentro de la Pagoda.
1070 La emisión de Seguidor nightly empezando mayo 4 con Trackside con Curt Cavin y Kevin Lee, seguido por Donald Davidson es La Charla de Callejón de Gasolina.
| Indianapolis Motor Speedway Red Radiofónica                                                             | Indianapolis Motor Speedway Red Radiofónica                                             | Indianapolis Motor Speedway Red Radiofónica |
| Cabina Announcers                                                                                       | Reporteros de vuelta                                                                    | Reporteros/de garaje de la boxes |
| --- | --------------------------------------------------------------------------------------- | --- |
| Principal:Paul Page Piloto experto:Davey Hamilton Historiador: Donald Davidson Estadístico: Dave Wilson | Vuelta 1: Jerry Baker Vuelta 2: Jake Query Vuelta 3: Mark Jaynes Vuelta 4: Chris Denari | Nick Yeoman (boxes del sur) Michael Young (boxes de centro del sur) Dave Furst (garajes de boxes/del centro) Kevin Lee (boxes de centro del norte) Doug Arroz (boxes del norte) |